# Сівалка

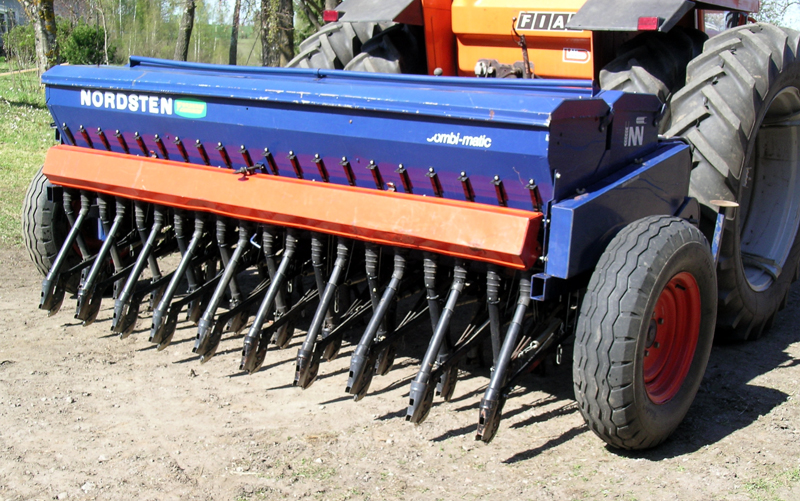
Сучасна сівалка

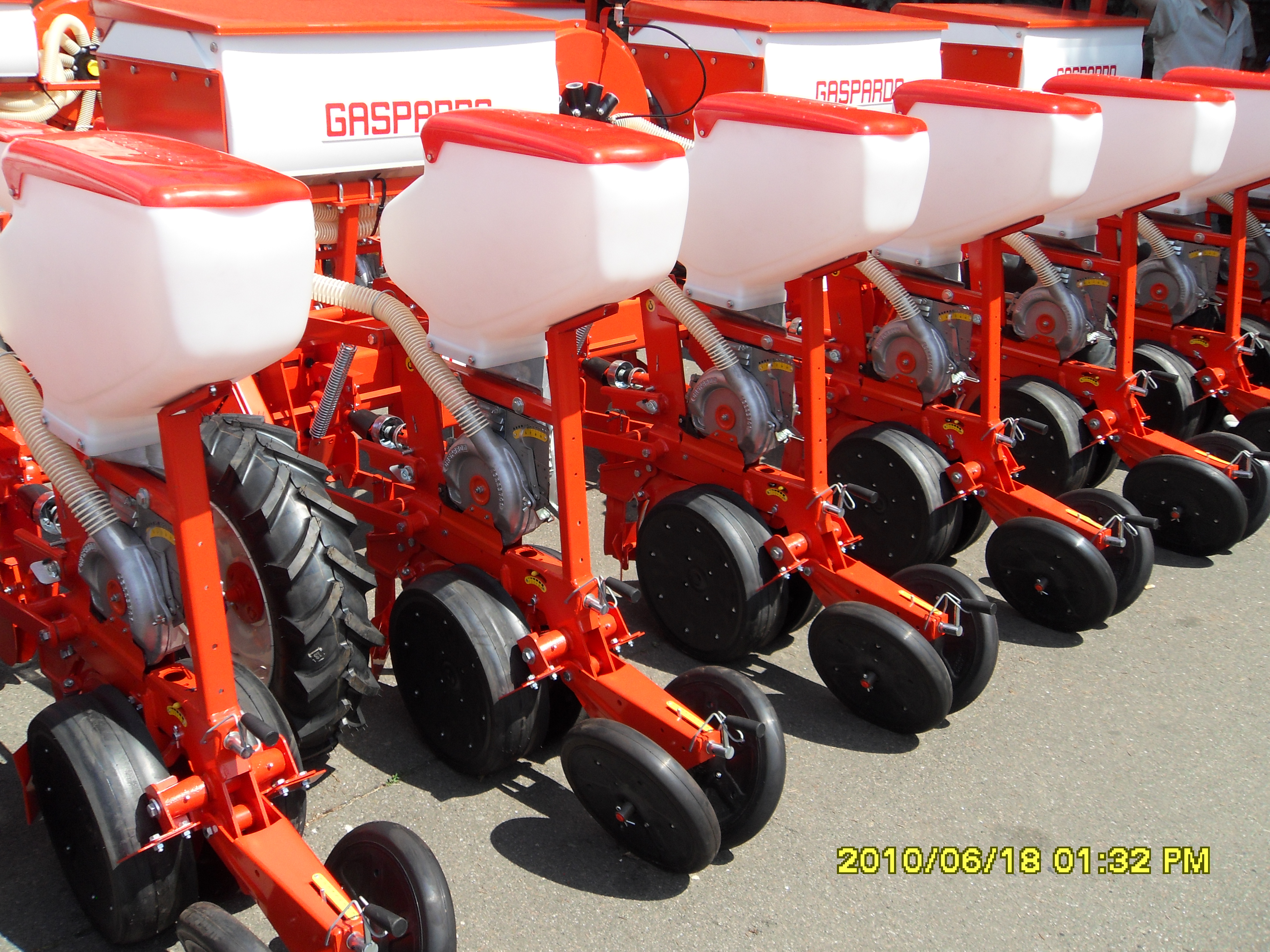
Пунктирна сівалка Gaspardo

Сіва́лка — машина, призначена для засівання у ґрунт зерна або мінеральних добрив.
Сівалки розрізняють:
- за способом посіву — рядкові, гніздові, пунктирні, розкидні, прямого посіву, смугового посіву, точного висіву, пневматичні;
- за видом тяги — тракторні та кінні;
- за призначенням — універсальні (для посіву насіння різних культур), спеціалізовані (кукурудзяні, овочеві, бурякові, тукові тощо), комбіновані (для одночасного висівання насіння та внесення мінеральних добрив).

Сівалка, як правило складається з рами, на якій розміщуються насіннєві та тукові ящики, висіваючі апарати, сошники та додаткове обладнання.
Насіннєві ящики призначені для розміщення запасу насіння, зустрічаються різні конструкції — наприклад сівалка може мати один, два або кілька насіннєвих ящиків. В останньому випадку їх кількість, як правило, дорівнює кількості сошників.
Тукові ящики призначені для розміщення запасу мінеральних добрив, що використовують для припосівного внесення. Останнім часом в зв'язку з поширенням дражованого насіння намітилась тенденція відсутності тукових ящиків.
Висіваючі апарати призначені для дозування посівного матеріалу чи мінеральних добрив та подачі їх до сошників (безпосередньо або через насіннєпроводи). Розрізняють кілька типів висіваючих апаратів, зокрема котушкові, котушково-штифтові, чарункові, пневматичні та ін.

### Сівалки прямого посіву
Сівалки прямого посіву (ноу-тілл) призначені для висівання насіння без попереднього обробітку ґрунту. Вони забезпечують мінімальне порушення ґрунтового покриву, що дозволяє зберегти вологу і зменшити ерозію. Такі сівалки оснащені спеціальними сошниками, які прорізають ґрунт, і висівними апаратами, що точно дозують насіння.
Переваги сівалок прямого посіву:
- Збереження структури ґрунту.
- Зниження витрат на паливо і зменшення кількості робочих операцій.
- Підвищення ефективності використання вологи.
- Зменшення ерозії ґрунту.

### Сівалки смугового посіву
Сівалки смугового посіву (стріп-тілл) призначені для висівання насіння в підготовлені смуги ґрунту, залишаючи міжряддя необробленими. Цей метод дозволяє поєднувати переваги прямого посіву і традиційного обробітку ґрунту. Сівалки смугового посіву обладнані спеціальними сошниками для створення смуг і системами внесення добрив.
Переваги сівалок смугового посіву:
- Покращене проникнення кореневої системи в ґрунт.
- Підвищення доступності поживних речовин.
- Зменшення витрат на обробіток ґрунту.
- Підвищення стійкості до посухи завдяки збереженню вологи в міжряддях.

### Сівалки точного висіву
Сівалки точного висіву призначені для висіву насіння з високою точністю, забезпечуючи рівномірне розміщення насіння в рядку. Вони особливо важливі для культур, де відстань між рослинами має вирішальне значення, наприклад, для кукурудзи, соняшнику та буряків.
Переваги сівалок точного висіву:
- Висока точність висіву.
- Ефективне використання насіння.
- Підвищення врожайності за рахунок оптимального розміщення рослин.

### Пневматичні сівалки
Пневматичні сівалки використовують повітряний потік для транспортування насіння від насіннєвого бункера до сошників. Вони забезпечують високу швидкість і точність висіву, а також можуть працювати на великих площах.
Переваги пневматичних сівалок:
- Висока швидкість висіву.
- Можливість обробляти великі площі.
- Рівномірний розподіл насіння.